# ペイシストラトス

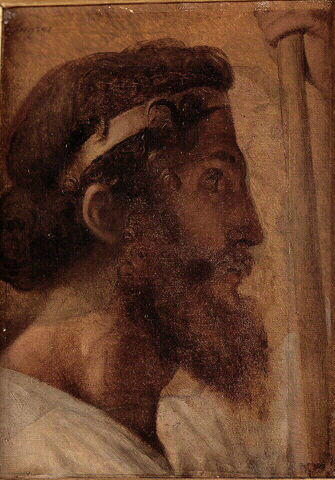
ペイシストラトス

ペイシストラトス（ギリシャ語: Πεισίστρατος, ラテン文字転写: Peisistratos、紀元前6世紀頃 – 紀元前527年）は、古代アテナイの貴族で僭主。七賢人の一人ソロンの友人であったが、政治思想では対立し、彼を亡命に追いやった。

## 経歴
父ヒポクラテス (en) は、オリュンピアで犠牲を捧げる際に、ひとりでに釜の水が煮え立ち、ラケダイモン（スパルタ）の哲学者キロン (en) によって、妻帯しないか、子があればこれを離縁するよう予言されている。彼はこの勧告に従わず、ペイシストラトスが生まれた。
ペイシストラトスは、スニオン岬を拠点にアルクメオン家を頂くアッティカ南部の商人一派（海岸党）と、アッティカ西南部を拠点とする地主の一派（平野党）に対して、農夫などの無産者階級を主体とする高地党を結成した。自らを傷つけて、これを政敵による損害と騙り、国民に護衛部隊を要求し、これを使ってアクロポリスを占拠した。この独裁政権は、海岸党と平野党による追放によってすぐに瓦解したが、両党の抗争を収拾すべく、アルクメオン家のメガクレスは、独裁権を与える名目でペイシストラトスを呼び戻した。しかし、メガクレスによって再び追放されたため、紀元前561年、彼はテーバイからの義援金とアルゴスの傭兵、ナクソスの軍資金と兵隊を得てエレトリアを出立し、マラトンに上陸アテナイ軍と対峙した。ペイシストラトスは昼食時を狙ってこれを壊滅し、アテナイの実権を掌握した。また、この時にマケドニアから多くの鉱夫を連れてきて、当時その存在は知られながらアテナイの技術力では採掘が困難であったラウレイオン銀山の採掘を行った。このため、伝承ではアテナイで最初に貨幣を鋳造したのはソロンであるとされているものの、実際に貨幣を鋳造したのはペイシストラトスが最初ではないかと見る説もある。
ソロンは、ペイシストラトスの僭主政治を嫌ってエジプト、次いでキュプロスに亡命し、最終的にリュディア王クロイソスを頼って独裁政治を許したアテナイ市民を非難したが、ペイシストラトスは書状を送ってソロンの帰国を促した。
ペイシストラトスは強力な護衛部隊を設立し、貴族を弾圧し、自らの勢力基盤であった小農民や商工業者を保護した。この独裁政権は、息子のヒッピアスに継承されたが、スパルタ王クレオメネス1世と手を結んだアルクメオン家の人々によって追放された。
ペイシストラトスの政権は独裁政治ではあったが、小規模自作農や商工業者の生活や生産活動が良好なレベルで安定した時代であり、アリストテレスはペイシストラトス時代こそ、アテナイの全盛時代である、と主張している。